# Gyalrong Trichu Dorje Pelsang
Gyalrong Trichu Dorje Pelsang, aussi Gyalrong Trichu Dorje Pasang, Doje Basang, et Trochu Dorje Pelsang tibétain : ཁྲོ་ཆུ་རྡོ་རྗེ་དཔལ་བཟང, Wylie : khro chu rdo rje dpal bzang, chinois 蘇永和 Su Yonghe, (1909-12 décembre 1981) est un roi de Gyalrong.

## Biographie
Dorje Pelsang est le roi de Gyalrong, dans l'ancienne province tibétaine de l'Amdo, dans l'actuelle préfecture autonome tibétaine d'Aba, province du Sichuan. 
Dorje Pelsang est nommé après l'arrivée des Chinois au Tibet en 1951 secrétaire général adjoint de la préfecture d'Aba du Sichuan, membre du Conseil populaire de la province du Sichuan et député à l'Assemblée populaire provinciale. 
En 1956, il dirige une révolte avec l'aide de Taïwan. 
En 1957, il part en pèlerinage au Tibet et, en 1958, il rejoint l'Inde, où il vit 14 ans. 
En 1960, il est l’un des députés élus de la 1re Assemblée tibétaine.
Durant la guerre sino-indienne Gyalrong Trichu Dorje Pasang et son entourage vivent au Laddakh Bauddha Vihara, près de la porte du Cachemire à Delhi et fondé par Bakula Rinpoché.
En 1972, il obtient la citoyenneté canadienne. En octobre 1980, il retourne au Sichuan où il retrouve ses six enfants et plusieurs de ses petits-enfants. Il rencontre des dirigeants du parti et de l'État, Ulanhu, Ngapoi Ngawang Jigme et le 10e panchen-lama. En décembre, Dorje Pelsang renonce à sa citoyenneté canadienne et retourne au Sichuan pour s'installer à Chengdu. 
En mai, il est invité à la troisième session du quatrième comité provincial du Sichuan de la Conférence consultative politique du peuple chinois est élu membre du Comité permanent. 
Il meurt le 12 décembre 1981 d'un cancer.